# 米奇尔顿–单车交易车队
米奇尔顿–单车交易车队（UCI隊碼：MBE），又名绿刃中国发展车队，是一支设于中国的公路自行车队，在国际自行车联盟级別中属亞洲洲际车队。
该车队为澳大利亚的世巡赛车队米奇尔顿–斯科特旗下的发展车队，车队于2019年赛季结束后解散。

## 队员名单

### 2019年
|          | 車手            | 出生日期              |
| -------- | --------------- | --------------------- |
| 中国     | 毕文辉          | 1993年4月4日（26歲）  |
| 中国     | 別肯·那扎尔别克 | 1994年5月15日（25歲） |
| 哥伦比亚 | 布莱恩·查韦斯   | 1997年5月30日（22歲） |
| 中国     | 郝然            | 1998年1月8日（21歲）  |

|        | 車手          | 出生日期              |
| ------ | ------------- | --------------------- |
| 中国   | 姜治慧        | 1994年3月3日（25歲）  |
| 中国   | 刘建坤        | 1995年6月21日（24歲） |
| 中国   | 牛益逵        | 1994年8月2日（25歲）  |
| 新西兰 | 詹姆斯·奥拉姆 | 1993年6月17日（26歲） |

- 郭亮于2019年2月退出。

## 主要胜出赛事
2017
 青年环意赛第5b赛段（个人计时赛）（卢卡斯·汉密尔顿）
 青年环意赛第7赛段（贾伊·欣德利）
 环福州自行车赛总成绩（贾伊·欣德利）
第4赛段（贾伊·欣德利）
2018
 环贝尔韦德雷自行车赛（罗伯特·斯坦纳德）
 环布列塔尼自行车赛第7赛段（罗伯特·斯坦纳德）
 青年环意赛第9b赛段（个人计时赛）（罗伯特·斯坦纳德）
 环青海湖自行车赛第13赛段（卡登·格罗夫斯）
 波吉亚纳大獎賽（罗伯特·斯坦纳德）
 环伦巴第自行车赛（罗伯特·斯坦纳德）
 环泉州湾自行车赛第1赛段（卡登·格罗夫斯）
 环福州自行车赛第5赛段（卡登·格罗夫斯）
2019年
 环韩国自行车赛爬坡王（詹姆斯·奥拉姆）